# Punt-naar-puntconstructie

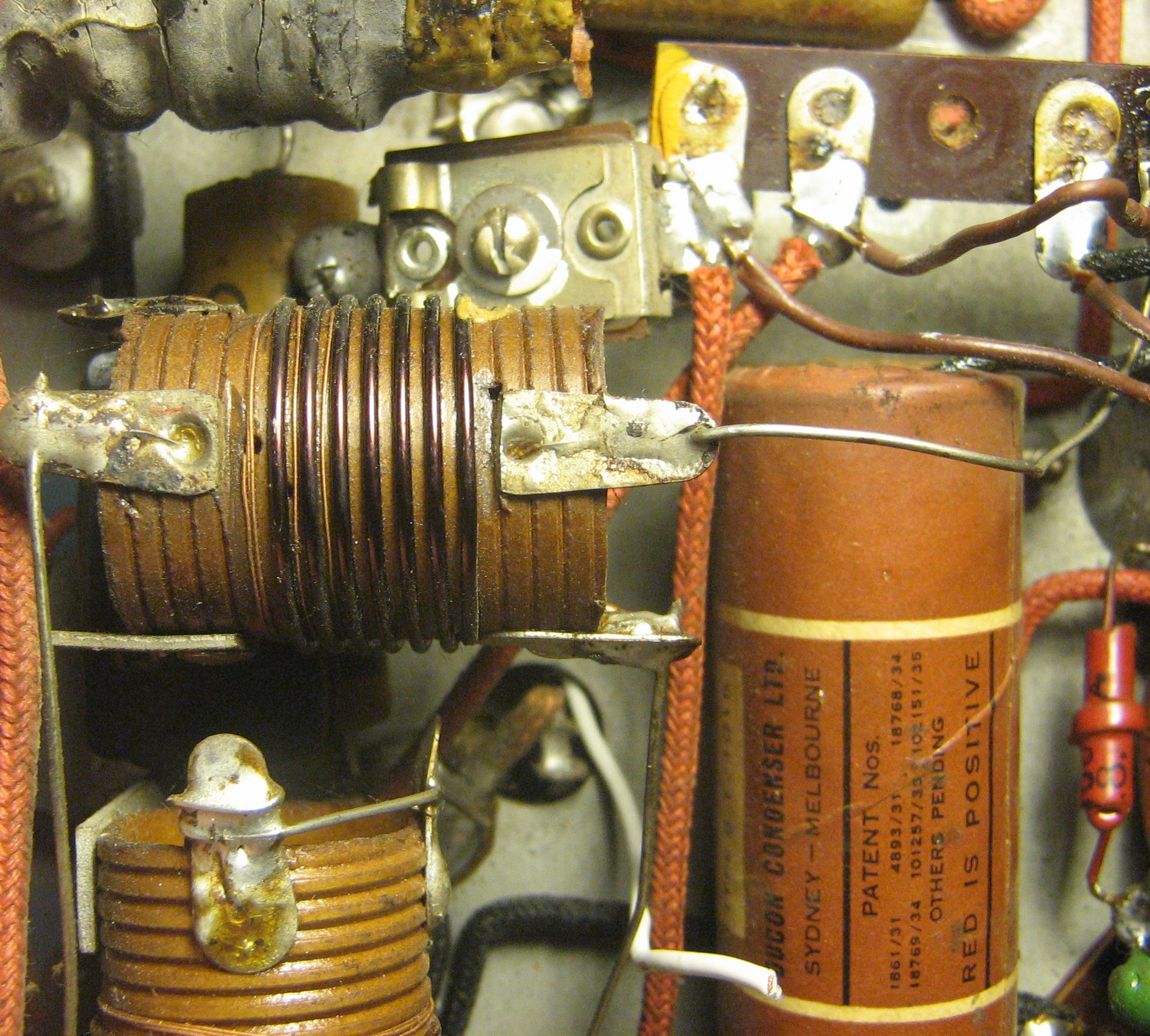
Punt-naar-puntconstructie in een radio van eind jaren 1930

Een punt-naar-puntconstructie is een constructiemethode die binnen de elektronicabouw wordt gebruikt. Bij deze constructiemethode worden de componenten, van het type through-hole, waar meestal al bevestigingspunten van afdoende lengte van koperdraad aan zitten, direct aan elkaar gesoldeerd, dus zonder van een printplaat of experimenteerprint gebruik te maken.
Voor eenvoudige elektronische schakelingen is dit vaak voldoende. Het is wel zaak om kortsluiting te voorkomen, maar dit kan bijvoorbeeld met behulp van een stukje krimpkous. Het was in de beginjaren van de elektronica vaak de enige manier om een schakeling te kunnen bouwen en wordt soms nog gebruikt om een eenvoudige ad-hocschakeling te maken of om een schakeling te testen, voordat deze op printplaat wordt gezet.
Met de komst van ontwerpprogramma's voor printplaten, die vaak gratis zijn, kunnen schakelingen eenvoudiger worden getest en zijn punt-naar-puntschakelingen een zeldzaamheid geworden. De methode is storingsgevoelig.